# 327 př. n. l.

## Hlavy států
- Egypt – Alexandr III. Veliký (332–323 př. n. l.)
- Bosporská říše – Pairisades I. (349–311 př. n. l.)
- Kappadokie – Ariarathes I. (331–322 př. n. l.)
- Bithýnie – Bas (376–326 př. n. l.)
- Sparta – Kleomenés II. (370–309 př. n. l.) a Eudamidas I. (331–305 př. n. l.)
- Athény – Euthicritus (328–327 př. n. l.) » Hegemon (327–326 př. n. l.)
- Makedonie – Alexandr III. Veliký (336–323 př. n. l.)
- Epirus – Aeacides (331–313 př. n. l.)
- Odryská Thrácie – Seuthes III. (330–300 př. n. l.)
- Římská republika – konzulové L. Cornelius Lentulus a Q. Publilius Philo (327 př. n. l.)
- Syrakusy – vláda oligarchie (337–317 př. n. l.)
- Kartágo – Hamilcar II. (330–309 př. n. l.)
- Numidie – Zelalsen (343–274 př. n. l.)